# 닐 해밀턴

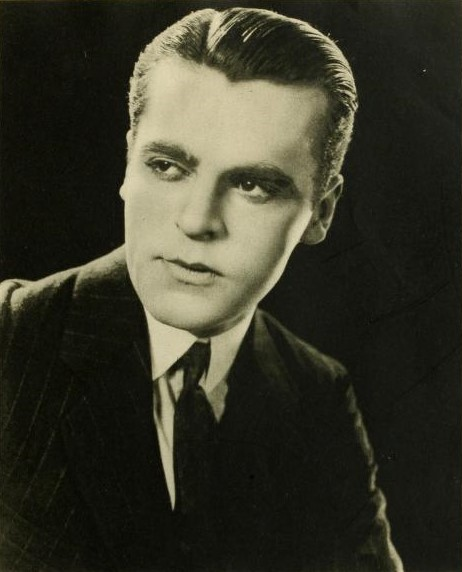

닐 해밀턴(Neil Hamilton, 1899년 9월 9일 ~ 1984년 9월 24일)은 미국의 연극 배우, 영화배우, 텔레비전 배우이다.
린에서 태어났으며 에스콘디도에서 사망하였다. 사인은 천식이다.

## 영화
- 위치 웨이 투 더 프론트 (1970년)
- 배트맨 - 66년 TV 시리즈 (1966년) - 경찰국장 제임스 골드 역
- 배트맨 (1966년)
- 보석 같은 가족 (1965년)
- 팻시 (1964년)
- 이웃 만들기 (1964년)
- 제3의 눈 (1963년)
- 미스터 에드 (1961년)
- 선셋 77번가 (1958년)
- 페리 메이슨 (1957년)
- 스카이스 더 리미트 (1943년)
- 타잔과 친구 (1934년) - 해리 홀트 역
- 왓 프라이스 할리우드? (1932년)
- 타잔 - 조니 웨이스뮬러 편 1 (1932년)
- 마델론의 비극 (1931년)
- 새벽의 출격 (1930년)
- 러브 트랩 (1929년)
- 마더 매크리 (1928년)
- 패트리어트 (1928년)